# Susanna Mayr
Susanna Mayr, née en 1600 à Augsbourg et morte en 1674 dans la même ville, est une peintre allemande baroque.

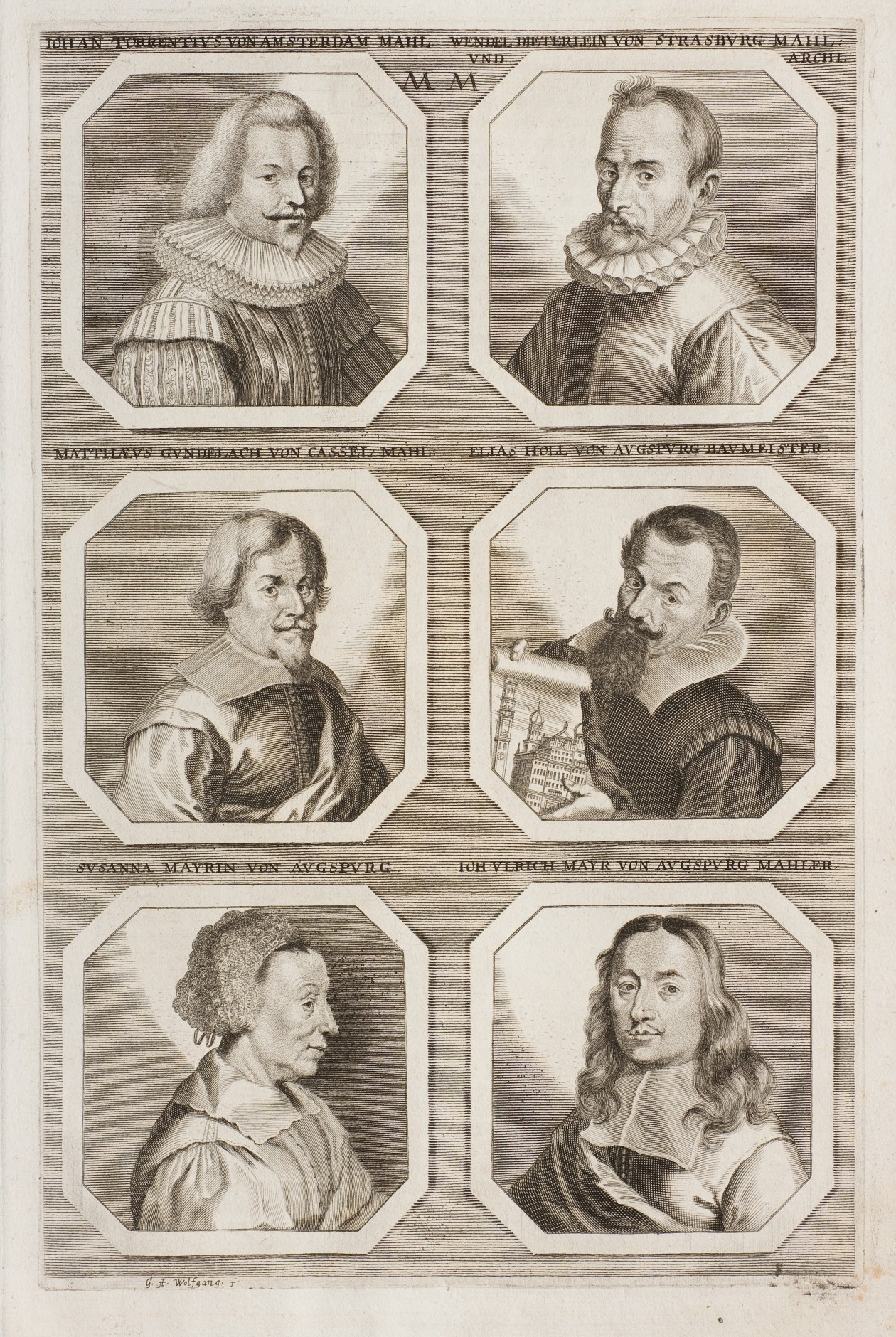
Son portrait gravé a été inclus en face de celui de son fils dans le livre des peintres de Sandrart en 1683

## Biographie
Selon Joachim von Sandrart, elle est la fille du peintre Johann Georg Fischer et la mère de Johann Ulrich Mayr, qui est également peintre. Outre le dessin et la peinture, elle est également une talentueuse artiste cut-out.